# Galumna gharbiensis
Galumna gharbiensis är en kvalsterart som beskrevs av Bayoumi, Al-Assiuty, Abdel-Hamid och El-Shereef 1983. Galumna gharbiensis ingår i släktet Galumna och familjen Galumnidae. Inga underarter finns listade i Catalogue of Life.